# Mole Creek
Mole Creek är en ort i Australien. Den ligger i kommunen Meander Valley och delstaten Tasmanien, i den sydöstra delen av landet, omkring 160 kilometer nordväst om delstatshuvudstaden Hobart.
Runt Mole Creek är det mycket glesbefolkat, med 2 invånare per kvadratkilometer.. Mole Creek är det största samhället i trakten.
I omgivningarna runt Mole Creek växer i huvudsak städsegrön lövskog. Genomsnittlig årsnederbörd är 1 598 millimeter. Den regnigaste månaden är augusti, med i genomsnitt 204 mm nederbörd, och den torraste är januari, med 63 mm nederbörd.